# Borgsjön, Medelpad
Borgsjön är en sjö mellan orterna Erikslund och Borgsjöbyn i Ånge kommun i Medelpad som ingår i Ljungans huvudavrinningsområde. Sjön är 19 meter djup, har en yta på 4,62 kvadratkilometer och befinner sig 114 meter över havet. Sjön avvattnas av vattendraget Ljungan.
Dagsturer med M/Y Borgsjön går under sommarhalvåret. Det är en turistbåt som visar dig den sköna naturen i området. Sjöns längd är cirka 10 km och dess bredd är cirka 2 km. Den är belägen vid foten av Bergåsen. Sjön är en del av Ljungan.

## Delavrinningsområde
Borgsjön ingår i delavrinningsområde (693588-150489) som SMHI kallar för Utloppet av Borgsjön. Medelhöjden är 226 meter över havet och ytan är 33,03 kvadratkilometer. Räknas de 619 avrinningsområdena uppströms in blir den ackumulerade arean 6 143,12 kvadratkilometer. Avrinningsområdets utflöde Ljungan mynnar i havet. Avrinningsområdet består mestadels av skog (57 procent) och öppen mark (15 procent). Avrinningsområdet har 4,85 kvadratkilometer vattenytor vilket ger det en sjöprocent på 14,7 procent. Bebyggelsen i området täcker en yta av 0,23 kvadratkilometer eller 1 procent av avrinningsområdet.